# Drama coréen
Drama coréen (coréen : 한국드라마, hanguk deurama) désigne des séries télévisées souvent appelées en abrégé kdrama (de l'anglais « Korean drama »), semblables aux mini-séries occidentales et produites en langue coréenne pour le public coréen. Beaucoup de ces séries ont eu un grand succès dans toute l'Asie (et au-delà) et ont contribué au phénomène général de la vague coréenne.

## Format
Contrairement à la majorité des séries télévisées occidentales, les kdrama sont généralement composés d'une seule saison. Les épisodes durent en moyenne 1 h à raison de deux épisodes par semaine, sur deux jours consécutifs (le lundi-mardi, le mercredi-jeudi, et samedi-dimanche.) Un kdrama peut compter entre 16 et 20 épisodes, et être ainsi une « mini-série », voire être prolongé en moyenne de 2 à 4 épisodes, souvent en cas de popularité. D'autres kdrama sont de longueur moyenne, avec environ 40-50 épisodes, et enfin, les drama longs comptent une centaine d'épisodes. De la même façon, des séries n'ayant pas de succès peuvent se voir raccourcir considérablement (par exemple End of the World). Dans les deux cas, une communauté mondiale de netizen se plaint souvent des changements imposés à l'histoire car le scénariste principal peut même être parfois remplacé pour finir le drama dans la direction voulue (comme cela a été le cas pour Mary stayed out all night en 2010).
Si les séries ont plusieurs saisons, elles reprennent le même principe voire la même équipe de production, mais elles peuvent se regarder indépendamment. Par exemple I Need Romance a été suivi par I Need Romance 2012 et ont dans l'idée d'avoir une approche à la Sex and the City. Une exception notable est le kdrama Vampire Prosecutor de la chaîne câblée OCN qui compte deux saisons de 12 et 11 épisodes avec les mêmes personnages et la même histoire, une troisième saison devrait avoir lieu.
Certaines séries télévisées sont diffusées quotidiennement (du lundi à vendredi) et peuvent avoir jusqu'à 100 épisodes ou plus. Ces kdrama-ci durent parfois 30 minutes. Ce sont souvent des histoires familiales montrant plusieurs générations. Il est à noter que les sitcoms — tels la franchise High Kick Through the Roof de 2009 à 2011 (3 saisons) ou la série Potato Star 2013QR3 de 2013, — sont basés sur l'humour mais ne correspondent en rien aux Sitcoms américains. Comme les dramas familiaux, ils sont basés sur une distribution d'ensemble.
La plupart des séries sont diffusées après seulement quelques épisodes tournés, ce qui fait qu'elles sont en général tournées en « live-shooting », soit au fur et à mesure avec peu d'épisodes d'avance, ce qui permet de changer l'histoire selon les réactions de l'audience. La presse coréenne rapporte souvent des accidents ou des blessures dues aux tournages intensifs imposés par ce système. Par exemple, le célèbre acteur Lee Min-ho, connu en Corée et en Asie, a été victime d'un accident de voiture lors du tournage du kdrama City Hunter .

## Genres
Les kdrama ont de nombreux genres différents mais la plupart des séries ont recours aux mêmes intrigues et aux mêmes rebondissements.
Dans la majorité des dramas, il y a un couple principal et un couple secondaire ou un autre personnage qui permet de former un trio ou quatuor amoureux. Le couple principal ne finit ensemble qu'à la fin de la série après avoir été séparé par le couple secondaire ou l'autre personnage. Ce rôle est aussi fréquemment joué ou renforcé par les parents de l'un ou l'autre membre du couple. D'autres personnages gravitent autour des héros, permettant d'introduire des éléments comiques, ou prennent de l'importance lorsqu'il s'agit d'une distribution d'ensemble.
La plupart du temps, l'un des deux héros est riche et l'autre pauvre. Le stéréotype veut que l'héroïne soit malchanceuse mais honnête et travaille dur, tandis que l'homme est l'héritier arrogant d'une grande entreprise et donc un fils de 1re, 2e ou même 3e génération de chaebol, ou bien le fils d'un politicien si le drama est historique. « L'effet Cendrillon » est le centre de l'histoire et le/la riche arrogant(e) apprend les valeurs de la vie grâce à l'autre. Certains drama affichent cette référence dans leur titre, comme Cinderella's Sister. L'inversion des rôles est aussi possible. Cependant, il arrive aussi que les deux personnages appartiennent à la même classe sociale. De nombreux drama jouent aussi avec ces conventions et les détournent ou s'en moquent. Le ou la riche se demande souvent s'il/elle devrait épouser sa femme/son mari par amour ou pour sa famille et son travail avec un mariage de convenance.
Il arrive souvent que le couple principal ne puisse être ensemble à cause d'éléments dramatiques qui peuvent s'accumuler. Par exemple, l'un se trouve atteint d'une maladie incurable et/ou leurs parents s'y opposent à cause de la différence de statut social et/ou parce qu'il y a des secrets de naissance qui font qu'ils découvrent qu'ils sont (demi-)frère et sœur ou parce que le père de l'un a tué la famille de l'autre par avarice, etc. Ces dramas sont à classer dans la catégorie « drame » et sont appelés makjang (coréen : 막장). Certains dramas n'ont que la tendance makjang au début ou à la fin ou sur certains, mais d'autres ne reposent que sur ces malentendus et sur le destin qui s'acharne sur les héros, comme c'est dans le cas dans le drama de 2010 King of Baking, Kim Takgu (제빵왕 김탁구  en coréen) (Le roi boulanger Kim Takgu sachant que l'idée coréenne — et asiatique en général — de baker (boulanger-pâtissier) est différente de l'idée française qu'on en a) qui a connu une grande popularité en Corée du Sud, ou avec un ou deux héros qui cherchent à se venger pour leurs parents ou pour regagner l'entreprise familiale, ou encore d'une famille plus personnellement.
Par ailleurs, si une femme épouse un homme riche ou d'un statut égal au sien, il est de coutume qu'elle emménage chez lui, qui vit encore chez ses parents ou bien y retourne pour s'occuper d'eux, et ait donc un rôle important en tant que belle-fille de la maison. Une telle héroïne gagnera les faveurs de sa famille et ne sera pas forcément obligée de quitter son travail pour éduquer les enfants et s'occuper de la maison, mais dans le cas contraire, le drama sera basé sur les maltraitances qu'elle subira, ou bien cela aura une importance considérable dans le développement de l'histoire. Dans le monde des dramas, le divorce reste mal vu d'une façon générale, en particulier dans les hautes classes sociales, où la société reste patriarcale et les jeunes doivent le respect à leurs aînés.
La chaîne SBS a annoncé en mai 2014 qu'elle était en train d'établir une règle pour bannir le makjang de leurs dramas.
Les dramas historiques (sageuk) tendent à atteindre une centaine d'épisodes s'ils se veulent fidèles à l'Histoire. Les personnages utilisent des formules de politesse que l'on entend moins dans les dramas dont l'action se déroule à notre époque. Parfois, certaines expressions employées (comme des techniques militaires ou des proverbes) par les personnages du XIIe ou XVIIIe siècle sont expliquées par des sous-titres en coréen moderne, de même que certains personnages sont parfois présentés pour la première fois avec leur titre et leur nom, et le nom qui leur est resté dans l'Histoire en cas de différence.
Certains drama mettent en scène l'occupation des Japonais en Corée avec l'ambiguïté de la collaboration et de la résistance, comme le drama Gaksital de 2012 (titre anglais : Bridal Mask, masque nuptial) dans les années 1930 présentant un héros masqué du peuple, ou encore le plus léger Scandal in Gyeongseong de 2007 aussi connu sous le nom anglais de Capital Scandal, « Scandale dans la capitale » situé lui aussi dans les années 1930.
Certains dramas se basent sur l'Histoire ou sur la réalité contemporaine mais les mélangent avec des éléments fantastiques, tels la magie ou les légendes, par exemple les femmes-renards à 9 queues nommées gumiho ou kumiho (구미호), comme dans My Girlfriend is a  Gumiho. Ils réinventent parfois le cours de l'histoire. Le drama Goong (궁, « Palais ») est basé sur le fait que la Corée est une monarchie parlementaire au XXIe siècle, à l'image du Royaume-Uni au lieu d'une république. Il y a eu entre autres plusieurs dramas traitant en se basant sur la fiction des relations entre la Corée du Nord et la Corée du Sud, comme récemment le drama The King 2 Hearts: il s'agit d'une romance entre le Prince héritier de la Corée du Sud et une femme officier de Corée du Nord, et le drama aborde aussi la politique et les relations internationales en général, tout en restant moderne comparé au conservatisme et sexisme présents dans bien d'autres drama basés dans la réalité contemporaine.
En 2012, il y a eu une profusion de drama basés sur l'idée du voyage dans le temps avec l'idée d'une figure parfois de fiction du passé se retrouvant à Séoul au XXIe siècle (Rooftop Prince, Queen In-Hyun's Man (L'Homme de la reine In-Hyeon)) ou de gens du XXIe siècle se retrouvant dans le passé (Faith (Foi, titre coréen 신의, Divin)).
Les dramas s'appuient donc sur ces bases pour créer des comédies romantiques, des makjang, des thrillers, des policiers, des séries dans le monde médical (parfois critiquées pour leur manque de réalisme), des séries basées sur le monde du travail ou dans les établissements scolaires (qui permettent en général de faire connaître de nouveaux talents parmi les jeunes acteurs, même si parfois, comme dans les séries télévisées américaines mais moins souvent, les acteurs sont bien plus âgés que leurs rôles), etc.
Depuis quelques années, des dramas mêlant comédie noire et satire font leur apparition. On peut noter d'ailleurs le succès d'un drama de ce type : Sky Castle.

### Liste de genres
- Action
- Comédie
- Comédie noire
- Comédie-romantique
- Drame
- Fantastique
- Historique dit sageuk
- Horreur
- Juridique
- Médical
- Musical
- Mystère
- Policier
- Politique
- Romance
- Science-fiction
- Scolaire
- Sport
- Thriller

## Popularité
Les trois chaînes coréennes qui ont longtemps eu le monopole des dramas sont MBC Munhwa Broadcasting Corporation, SBS Seoul Broadcasting System (qui a aussi SBS 2) et KBS Korean Broadcasting System qui organisent annuellement chacun leurs cérémonies de remises de prix. Récemment, des chaînes câblées ont créé des dramas de qualité qui leur font concurrence. Il y a entre autres TvN TVN (Corée du Sud), OCN et JTBC.
Il est à noter que ces chaînes, surtout les trois principales, diffusent sans arrêt des dramas, une saison après l'autre : les dramas d'hiver, de printemps, d'automne et d'été, ce qui permet, un peu comme les séries américaines, d'intégrer des éléments d'actualités comme Noël par exemple. Une série est prévue après une autre, et parfois un projet tombe à l'eau (problème de financement ou de distribution des rôles) alors un autre projet de drama récupère le créneau horaire qui, en réalité, ne commence que dans un mois ou deux, juste après la diffusion de la série en cours. Ce système a lui-même fait l'objet d'un drama au regard critique et comique nommé King of Drama en 2012-2013 mais dont la popularité n'a pas été grande en Corée bien que la série ait bien amusé et été appréciée de la communauté sur Internet.
La majorité des dramas seraient plus populaires auprès des femmes, notamment des femmes au foyer ou des adolescentes, qu'auprès des hommes.
Les médias coréens utilisent les taux d'audience pour considérer un drama réussi ou non et les classer. Certains dramas commencent à être diffusés alors que d'autres approchent de leur fin, et comme ils ont les mêmes créneaux horaires, les premiers taux ne sont pas toujours fiables. En revanche, certains drama sont immédiatement suivis d'un fort taux d'audience mais cela peut s'expliquer par la concurrence qui n'était pas jugée de qualité au moment du lancement, comme un long drama historique qui vient de commencer et n'a donc pas encore une base de popularité, ou à la popularité des acteurs de la nouvelle série. Il arrive que tous les dramas du moment aient des pourcentages médiocres et à peu près équivalents.
En outre, de nombreux dramas commencent par l'histoire dix ou quinze ans avant aujourd'hui, ce qui fait que les 2 à 5 voire 10 premiers épisodes présentent de jeunes acteurs avant de voir les acteurs annoncés. Occasionnellement, les jeunes acteurs deviennent célèbres et font le succès de la série. Certains acteurs permettent la popularité en elle seule du drama quand l'histoire est jugée pauvre ou que le réalisateur est mal jugé.
La Corée étant un pays où le service militaire, d'environ deux ans suivant le corps militaire, est obligatoire pour les hommes avant 30 ans, les acteurs populaires sont parfois très attendus à leur retour. Les réalisateurs n'hésitent pas à inclure des scènes montrant les abdos de ces acteurs lors de leur(s) première(s) apparition sous la douche ou en train de changer de vêtements par exemple pour gagner de l'audience auprès des femmes. Il est à noter que la culture sud-coréenne ne perçoit pas les différences homme-femme de la même façon et ainsi, les hommes star sont parfois appréciés pour leur côté « efféminé » (maquillage, coquetterie...).
Pour les chaînes câblées, les premiers dramas et premiers épisodes à 3 % montrent un bon taux pour commencer, surtout s'ils stagnent à 8 ou 10 % plus tard. Les dramas du week-end en général semblent plus populaires avec par exemple My Daughter Seo-young, un drama familial allant jusqu'à 47,6 % pour le 50e et dernier épisode en faisant le plus populaire de 2013 lors de sa diffusion en mars 2013. Secret Garden en 2010-2011 a connu le même genre de succès et était aussi diffusé le week-end.
Les taux d'audience tendent à coïncider, avec un buzz du moment, tel le drama Secret Garden avec Hyun Bin et Ha Ji-won. Ces deux acteurs connus, ainsi que d'autres acteurs de la série, ont participé au buzz au début du tournage, ce qui a permis la négociation des droits de diffusion dans d'autres pays d'Asie avant la diffusion même en Corée. Par ailleurs les deux personnages principaux lisent des livres dans la série, et ceux-ci ont connu une augmentation des ventes (voire des rééditions), comme Alice au pays des merveilles (moins connu en Corée qu'en Occident) et de la poésie et des romans coréens non-traduits en Occident. Le drama My Love from the Star de 2014 a vu une explosion des ventes en Corée d'un produit pourtant non sponsorisé : un rouge à lèvres Dior que portait le personnage principal.
Les producteurs pensent presque systématiquement à la popularité possible des dramas et à leur exportation (en Asie principalement avec le Japon, la Chine, les Philippines…), ce qui explique que les dramas ont souvent un titre en coréen ou en anglais avec un sous-titre ou un titre alternatif dans l'autre langue (même si parfois, les titres anglais tendent à donner un côté moderne ou mémorable au drama). Un exemple est le drama Nine qui a été nommé après l'anglais pour « 9 », mais la prononciation en coréen perturbait la signification du titre, et il y a eu un ajout en coréen des termes 9 Time Travels, ce qui donne finalement, traduit en anglais Nine: Nine Time Travels ou Neuf: 9 voyages dans le temps en français.
Cependant, certains dramas font beaucoup parler d'eux-mêmes si les taux d'audience sont bas, et inversement, des dramas apparemment populaires au vu des taux ne font pas parler d'eux.
Les netizens coréens et à l'étranger ont parfois des réactions différentes sur la popularité. Certains dramas sont plus populaires à l'étranger qu'en Corée grâce à une base de fans, comme cela a par exemple été le cas pour le drama You're Beautiful de 2009 qui a finalement connu entre autres une adaptation au Japon sous la traduction de Ikemen desu ne en 2011 dans laquelle l'acteur coréen Jang Geun-suk a fait une apparition.
Certains kdrama sont populaires en Corée et à l'étranger d'une façon générale en Asie comme la version coréenne de Boys Over Flowers avec Lee Min-ho, tirée du manga japonais Hana yori dango lui-même adapté en drama au Japon qui a connu un beau succès et peuvent ainsi faire partie de la culture populaire, comme le terme F4 (Flower 4) de Hana yori dango/Boys Over Flowers pour désigner de beaux jeunes hommes.
La k-pop et les kdrama ont contribué à rapprocher la Corée du Sud et le Japon qui ont longtemps eu des rapports tendus, grâce à la vague nommée vague coréenne (Hallyu), comme le drama Winter Sonata en 2002.

## Liste de chaînes coréennes diffusant des dramas
- Channel A
- JTBC
- KBS / KBS1 / KBS2 / KBS World
- MBC
- MBN
- OCN
- SBS / SBS PLUS
- TVN
- TV Chosun

### Diffuseurs sous forme de site internet
- BBANGYA TV
- Kakao TV
- Naver TV
- Netflix
- Disney+
- Seezn
- TVING

## Diffusion à l'étranger
En Occident, il a été difficile pendant un certain temps de regarder ces séries télévisées asiatiques, mais il existe bien une demande considérant le nombre de sites diffusant (téléchargement, streaming) les dramas avec des sous-titres. Ces sous-titres illégaux sont créés par des fans bénévoles connus pour leur rapidité à sortir et diffuser les sous-titres en anglais mais aussi dans d'autres langues ce qui pose des problèmes avec le droit d'auteur. Il y en outre de nombreux forums pour parler des dramas et des blogs et autres sites relayant les informations. Ainsi, une large communauté existe pour les jdrama et les kdrama, mais il faut en généralement passer par des passionnés et/ou des gens d'origine coréenne pour avoir accès aux informations via des blogs, des sites wiki ou des plateformes. Ces plateformes ont obtenu les droits de diffusion seulement en Amérique du Nord par exemple avec Netflix ou le site Hulu et le site Dramafever, et ils forment un monopole avec le problème lié au sous-titrage (certains disent que les fans vont plus vite et font un travail de meilleure qualité) et il y a toujours le problème lié à la diffusion des DVD à cause de la protection commerciale par zones.
En anglais, on trouve notamment de nombreux blogs qui font référence tel Dramabeans où on trouve des articles et des informations sur les pré-productions, les stars coréennes en général et des résumés commentés des épisodes de certaines séries, des explications culturelles sur les termes par exemple, etc. Il y a aussi des sites plus généralement centrés sur la Kpop comme All Kpop et Soompi, qui a une version française Soompi.fr.
Le FAI français Free (société) propose les chaînes coréennes KBS World (chaîne de télévision) payante et Arirang TV gratuite (depuis 2010) mais les sous-titres ou les discours ne sont disponibles qu'en anglais,. Il y a des sites web comme Rakuten Viki, YouTube...
En France, l'arrivée massive de dramas coréens sur Netflix à partir de 2016 a considérablement démocratisé leur accès. En plus de diffuser des dramas déjà réalisés pour les chaînes de télévision coréennes, Netflix produit des créations originales comme Squid Game, qui a connu un succès mondial retentissant en 2021, mais aussi Kingdom, Love Alarm ou encore Sweet Home. Depuis 2021, la plateforme Disney+ entend concurrencer Netflix en produisant et en diffusant également des dramas coréens (Rookie Cops, Grid, Snowdrop...). Le service Amazon Prime Video commence également en 2022 à acquérir des dramas coréens dans son catalogue.
Par ailleurs, quelques sites web comme Viki et Dramapassion mettent légalement à disposition des dramas. Ce dernier ne propose que des dramas coréens, avec des sous-titres en français et une offre, pour l'instant réduite, de coffrets de kdrama sous-titrés en français en plus de son offre de streaming légale et du téléchargement définitif de série. Le studio Toki Media, dont le catalogue est distribué par Kazé, propose aussi des coffrets DVD sous-titrés en français et en anglais.
Les chaînes GONG et GONG MAX via les fournisseurs tels que Free, Bouygues, Numéricable, SFR et d'autres proposent de plus en plus de séries télévisées sous-titrées sur leur antennes (Hello Monster, My Beautiful Bride, Oh my Ghostess ! Secret Garden, City Hunter...).
Un des référentiels des dramas les plus connus en France est le compte Instagram DramAsiaWorld. Le site K-Gen propose aussi des informations à jour sur les sorties de dramas coréens. Les sites StellarSisters et K.Owls proposent quant à eux des actualités et des critiques de dramas coréens sortis en France.
Récemment, les dramas coréens sont devenus très populaires au Nord de l'Afrique, notamment en Algérie, Tunisie et Maroc.

## Acteurs notables
- Ahn Jae-wook
- Bae Suzy (du groupe Miss A)
- Bae Yong-joon
- Chae Rim
- Cha Tae-hyun
- Choi Ji-woo
- Choi Si-won (du groupe Super Junior)
- Choi Sooyoung (du groupe Girls' Generation)
- Choi Jung-yoon
- Claudia Kim
- D.O. (Do Kyung-Soo du groupe EXO)
- Eugene
- Go Soo
- Gong Hyo-jin
- Go Hyun-jung
- Gong Yoo
- Ham Eun-jeong (du groupe T-ara)
- Han Chae-young
- Han Ji-hye
- Han Ji-min
- Ha Ji-won
- Han Ye-seul
- Han Hyo-joo
- Hyun Bin
- Im Yoonah (du groupe Girls' Generation)
- Jae Hee
- Jang Dong-gun
- Jang Nara
- Jang Geun-suk
- Jang Seo-hee
- Jang Woo-hyuk (du groupe H.O.T.)
- Jang Wooyoung (du groupe 2PM)
- Jay Park
- Jeon Ji-hyun
- Ji Chang-wook
- Ji Jin-hee
- Ji Sung
- Jo In-sung
- Jo Jeong-seok
- Ju Ji-hoon
- Jung Yong-hwa (du groupe CN Blue)
- Jung Woo-sung
- Kang Sora
- Kim Bum
- Kim Ha-neul
- Kim Heechul (du groupe Super Junior)
- Kim Hee-sun
- Kim Hyun-joong (du groupe SS501)
- Kim Ji-soo (du groupe blackpink)
- Kim Jennie (du groupe blackpink)
- Kim Joon (du groupe T-Max)
- Kim Jung-eun
- Kim Rae-won
- Kim So Eun
- Kim Soo-hyun
- Kim So-yeon
- Kim Sun-ah
- Kim Tae-hee
- Kim Taehyung (du groupe BTS)
- Kim Tae-woo
- Kim Woo-bin
- Kong Hyo Jin (Gong Hyo Jin)
- Ku Hye-sun
- Kwon Sang-woo
- Kwon Yuri (du groupe Girls' Generation)
- Kyeon Mi-ri
- Kyung Soo-jin
- Lee Byung-hun
- Lee Da-hae
- Lee Do-hyun
- Lee Dong-hae (du groupe Super Junior)
- Lee Dong-wook
- Lee Hong-ki (du groupe F.T. Island)
- Lee Hyori
- Lee Hyun-woo
- Lee Jae-yoon
- Lee Jong-suk
- Lee Jun-hyuk
- Lee Joon-gi (connu sous le nom de Lee Junki à ses débuts)
- Lee Junho (du groupe 2PM)
- Lee Ki-kwang (du groupe Highlight)
- Lee Min-ho
- Lee Min-jung
- Lee Min-ki
- Lee Seo-jin
- Lee Seung-gi
- Lee Sung-kyung
- Lee Yo-won
- Lee Young-Ae
- Moon Chae-won
- Moon Geun-young
- Nam Gyu-ri
- Nam Joo-hyuk
- Park Bo-gum
- Park Hyung-sik
- Park Eun-hye
- Park Min-young
- Park Shi-hoo
- Park Shin-hye
- Park Yoochun
- Rain
- Ryu Shi-won
- Ryu Soo-young
- Seo In-guk
- Seohyun (du groupe Girls' Generation)
- Seo Kang-joon
- Seungri (du groupe Big Bang)
- Shin Dongho (du groupe U-Kiss)
- Shin Min-a
- So Ji-sub
- Song Hye-kyo
- Song Ji-hyo
- Song Joong-ki
- Song Seung-heon
- Soo Ae
- Son Ye-jin
- Sung Yu-ri
- Taecyeon (du groupe 2PM)
- T.O.P. (du groupe Big Bang)
- Won Bin
- UEE
- Yeon Woo-jin
- Yim Si-wan
- Yoon Eun-hye
- Yoo Seung-ho